# 直若错
直若错，位于中国西藏自治区那曲市尼玛县境内，地处尼玛县西南部，湖面海拔4487米，面积10.6平方公里。湖区年均气温0℃左右，年均降水量约150～200毫米。湖水主要靠泉集河补给，集水区面积1995平方公里。